# Каміло Сьєнфуегос
Камі́ло Сьєнфуе́гос Горріара́н (ісп. Camilo Cienfuegos Gorriarán; (6 лютого 1932 — 28 жовтня 1959) — революціонер, один із головних ватажків кубинських партизан під час партизанської війни 1950-х років; після перемоги — військовий і політичний діяч Куби. Сьєнфуегос користувався популярністю, не меншою ніж Фідель Кастро, як серед бойовиків-революціонерів, так і після їх перемоги, в народі. Його вважають національним героєм країни.
Загинув у авіаційній катастрофі. Критики режиму Фіделя Кастро вважають, що причиною загибелі (вбивства) Сьєнфуегоса стали протиріччя в керівництві Куби — розбіжності у поглядах на революцію з Кастро та критика Сьєнфуегосом диктаторських нахилів Кастро.

## Життєпис

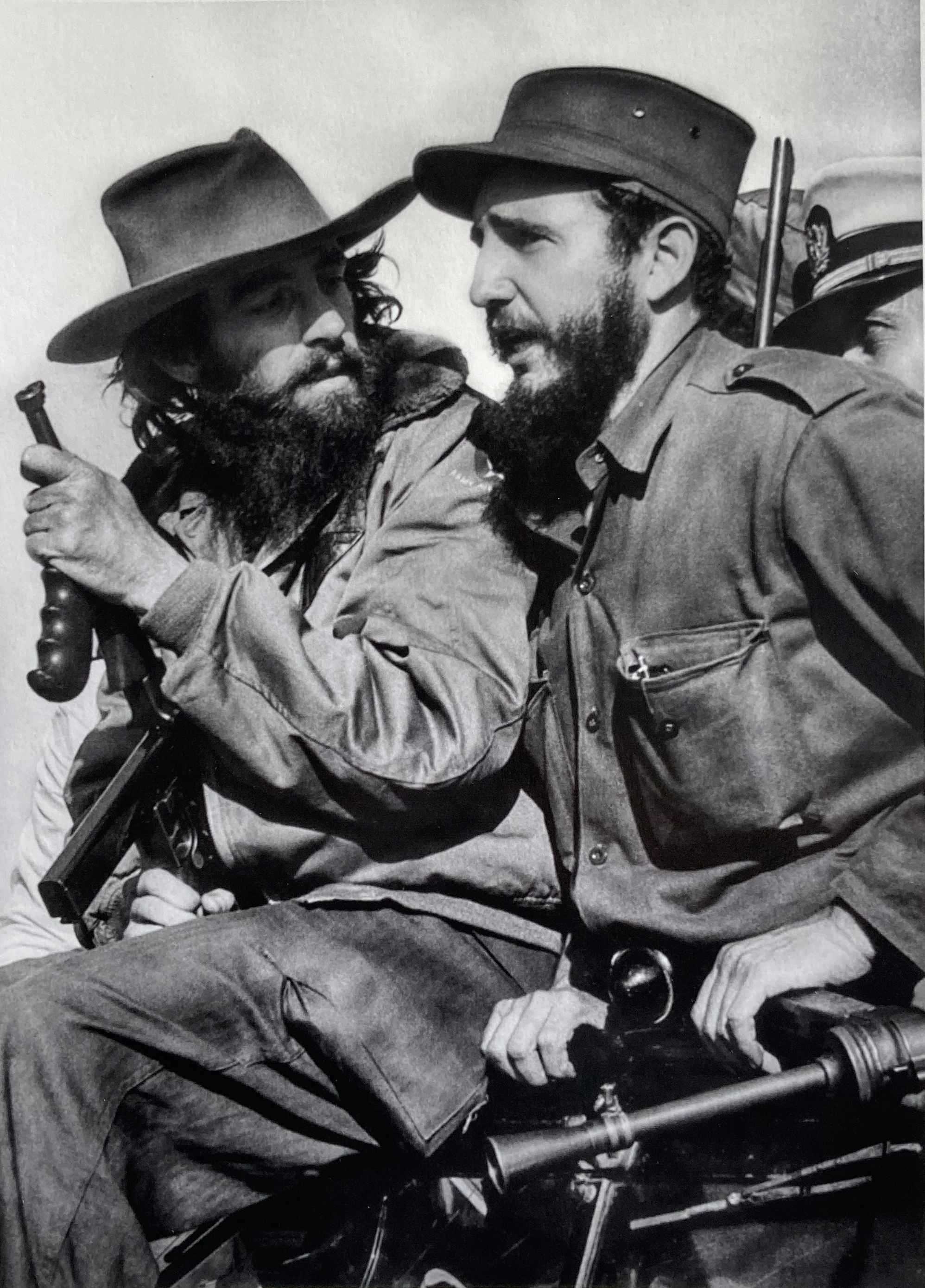
Фідель Кастро та Каміло Сьєнфуегос у Гавані.

Народився в Гавані. Навчався в училищі при Академії мистецтв. У революційних виступах брав участь з 1954 року. За участь у революційних виступах піддавався переслідуванням. Двічі (1953 року, 1956 року) виїжджав у США. У вересні 1956 року вирушив до Мексики для вступу до загону Фіделя Кастро. 2 грудня 1956 року разом із Кастро висадився з яхти «Гранма» на Кубі. У квітні 1958 року присвоєно звання команданте. Командував партизанськими силами на великій території між містами Мансанільйо, Баямо, Вікторія-дель-Тунас. З серпня 1958 року на чолі колони «Антоніо Масео» провів успішну операцію по вторгненню в центральні провінції Куби і оволодів північною частиною провінції Лас-Вільяс із центром в Ягуахай (грудень 1958 року). Після перемоги революції брав участь у створенні на базі Повстанської армії збройних сил Куби. міністр оборони. Загинув у авіаційній катастрофі при нез'ясованих обставинах. Після заколоту Убера Матоса Каміло Сьєнфуегос взяв на себе командування військами в провінції Камагуей. У дні, пов'язані з ліквідацією підпільної контрреволюційної мережі, йому не раз доводилося літати до Гавани для консультацій з Фіделем Кастро. 30 жовтня 1959 року його літак не прибув до Гавани. Того дня над островом вирували тропічні грози, маленький двомоторний літак (Cessna — 310) не був оснащений для польотів у складних умовах; мабуть[джерело?], пілот, щоб обійти грозовий фронт, відхилився в бік моря, і там сталася механічна проблема, яка стала фатальною. Існують й інші версії.
Кубинське керівництво озвучило версію, що літак Сьенфуегоса збив винищувач США, або на його борту агенти ЦРУ підірвали бомбу. Антикастровська еміграція в Маямі, навпаки, заявила, що теракт на борту літака влаштував Фідель Кастро, який побоювався популярності Сьенфуегоса.

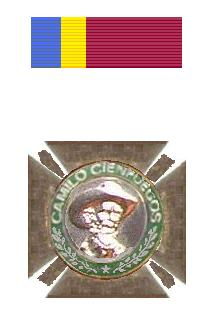
Орден Каміло Сьєнфуегоса

## Пам'ять
- Через місяць після загибелі Каміло Че Гевара на масовому мітингу робітників у Мансанільо закликав провести день добровільної безплатної роботи — це був перший робочий почин на Кубі такого масштабу. У результаті його в м. Каней-де-ла-Мерседес був побудований освітній комплекс, який отримав ім'я Каміло Сьєнфуегоса.
- Че Гевара присвятив свою першу книгу «Партизанська війна» Каміло Сьєнфуегосу, якого вважав геніальним партизанським ватажком.
- У грудні 1979 року на Кубі заснований Орден Каміло Сьєнфуєгоса.